# Босненска Посавина
Босненска Посавина (на Босненски: Bosanska Posavina) е географска област в северна Босна, на десния бряг на река Сава. Политически влиза в състава на Република Сръбска, образувайки коридор между източната и западната ѝ част. Включва Босански Брод, Босански Шамац, Дервента, Добой, Градачац, Модрича, Бръчко, Оджак, Ораше и други градове.